# Laxenburg
Laxenburg – gmina targowa w Austrii, w kraju związkowym Dolna Austria, w powiecie Mödling. Według Austriackiego Urzędu Statystycznego liczyła 2844 mieszkańców (1 stycznia 2014).